# BMW R 65 GS
Die BMW R 65 GS ist ein geländegängiges Motorrad des Fahrzeugherstellers BMW mit Einarmschwinge (Monolever) und wurde von 1987 bis 1992 in lediglich 1.727 Einheiten produziert. Sie ist die kleinste BMW Reiseenduro und rundete die damalige GS-Modellpalette mit R 80 GS und R 100 GS nach unten ab. Offiziell wurde das Motorrad nur mit 20 kW (27 PS) Triebwerk ausgeliefert.

## Geschichte
Aufgrund des ab 1. April 1986 in Deutschland geltenden Stufenführerscheins durften Motorradführerschein-Neulinge zwei Jahre lang maximal 27 PS starke Motorräder fahren. Um diese Zielgruppe im GS-Bereich bedienen zu können, wurde kurzerhand der Vorgänger R 80 G/S mit dem kleineren 20 kW-Triebwerk der R 65 Typ 247 E ausgestattet und somit das neue Modell R 65 GS unterhalb der R 80 GS und R 100 GS geschaffen.

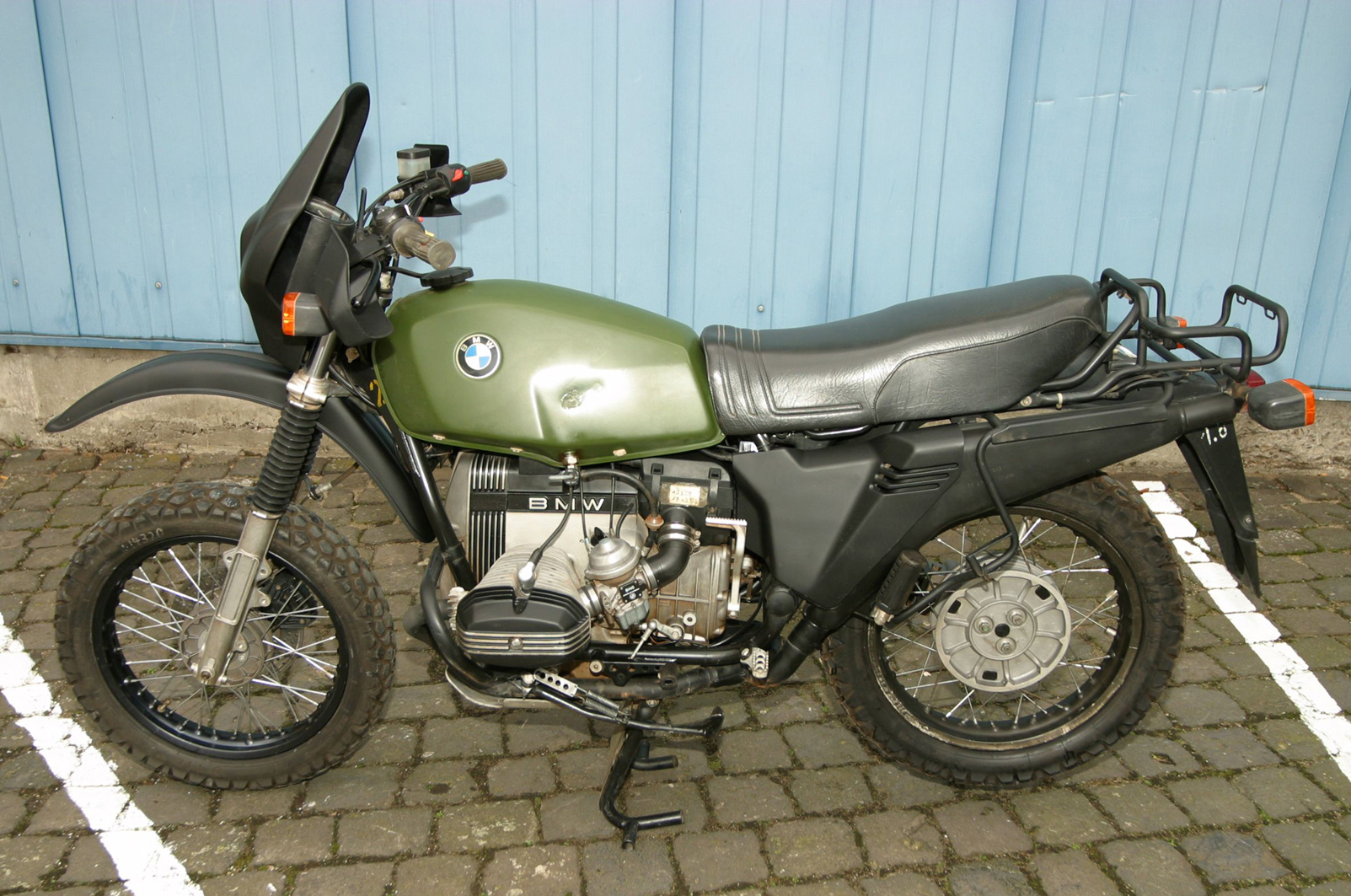
BMW R 65 GS Erprobungsmuster der Bundeswehr

Ein erheblicher Teil der 1.727 produzierten Einheiten dürfte als Fahrschul- und Behördenfahrzeuge (Katastrophenschutz, Rettungsdienste, Militär) gedient haben. 1989 stellte die Bundeswehr bei der Überprüfung ihres Motorradbestandes fest, dass ca. 50 % der ursprünglich ca. 14.000 beschafften Kräder vom Typ Hercules K 125 BW Variante 1 nicht mehr instandsetzungswürdig bzw. nicht mehr zur Variante 2 modernisiert werden konnten. Im Zuge eines Vergleichstests mit den Motorrädern MZ 500 RA und Hercules K 180 BW, die von 1990 bis 1992 in Mittenwald (Wintertests), Sardinien (Sommertests), Trier, Hermeskeil und Saarlouis (jeweils Dauertests) durchgeführt wurden, wurde auch die BMW R 65 GS bewertet. Nach ca. 13.000 km Strecke fiel die Entscheidung der Bundeswehr zu Gunsten der Hercules K 180 BW aus.
Im Vergleich zu damaligen japanischen Einzylinder-Enduros der 27 PS-Klasse war die R 65 GS mit einem Preis von 9.450 DM relativ teuer. Auch die preisliche Differenz zu der R 80 GS bis 1990 von lediglich 1.400 DM erscheint bei gleicher Ausstattung gering. Letztlich blieb der R 65 GS der Erfolg im Markt versagt, sie wurde bereits 1992 wieder aus dem Programm genommen und durch eine 20-kW-/27-PS-Variante der R 80 GS ersetzt.
„Im Schatten der neuen, begeistert aufgenommenen größeren Geschwister ging die kleinste GS unter, wenn auch in der Presse keinerlei Kritik an dieser Maschine geübt wurde.“

## Eigenschaften
Gegenüber den größeren GS-Modellen blieb die R 65 GS komforttechnisch zurück, unter anderem wurde sie nicht mit dem besseren Paralever-Fahrwerk ausgestattet. Es wird jedoch häufig übersehen, dass die Nachteile der Monolever-Schwinge bei geringerem Drehmoment und geringerer Leistung weniger spürbar sind.
Aufgrund des speziell entwickelten, von der R 65 übernommenen 20 kW / 27 PS Triebwerks weist die R 65 GS einige technische Besonderheiten im Vergleich zu den übrigen BMW Zweiventiler-Enduros auf, insbesondere mit 61,5 mm wesentlich geringerer Kolbenhub, kleinerer Ventildurchmesser, kleinere Vergaser, eine spezielle Nockenwelle mit abweichenden Steuerzeiten und eine größere Hinterachsübersetzung. „Die BMW Motorenkonstruktion trieb hohen Aufwand, um die 20-kW-Variante der R 65 mit einer perfekten Motorcharakteristik brillieren zu lassen. Das Ergebnis konnte im Fahrbetrieb überzeugen: ein Triebwerk, das die speziell bei der R 45 so schmerzlich vermisste Büffelcharakteristik bot.“
Die genannten Besonderheiten führen zu einem vergleichsweise hohen Aufwand für eine technisch grundsätzlich mögliche Umrüstung auf eine höhere Motorleistung.
Optisch unterscheidet sich die R 65 GS von der alten R 80 G/S nur geringfügig, unter anderem durch eine andere Lackierung und den verchromten Auspuff.